# Parque Quase-Nacional Nippō Kaigan

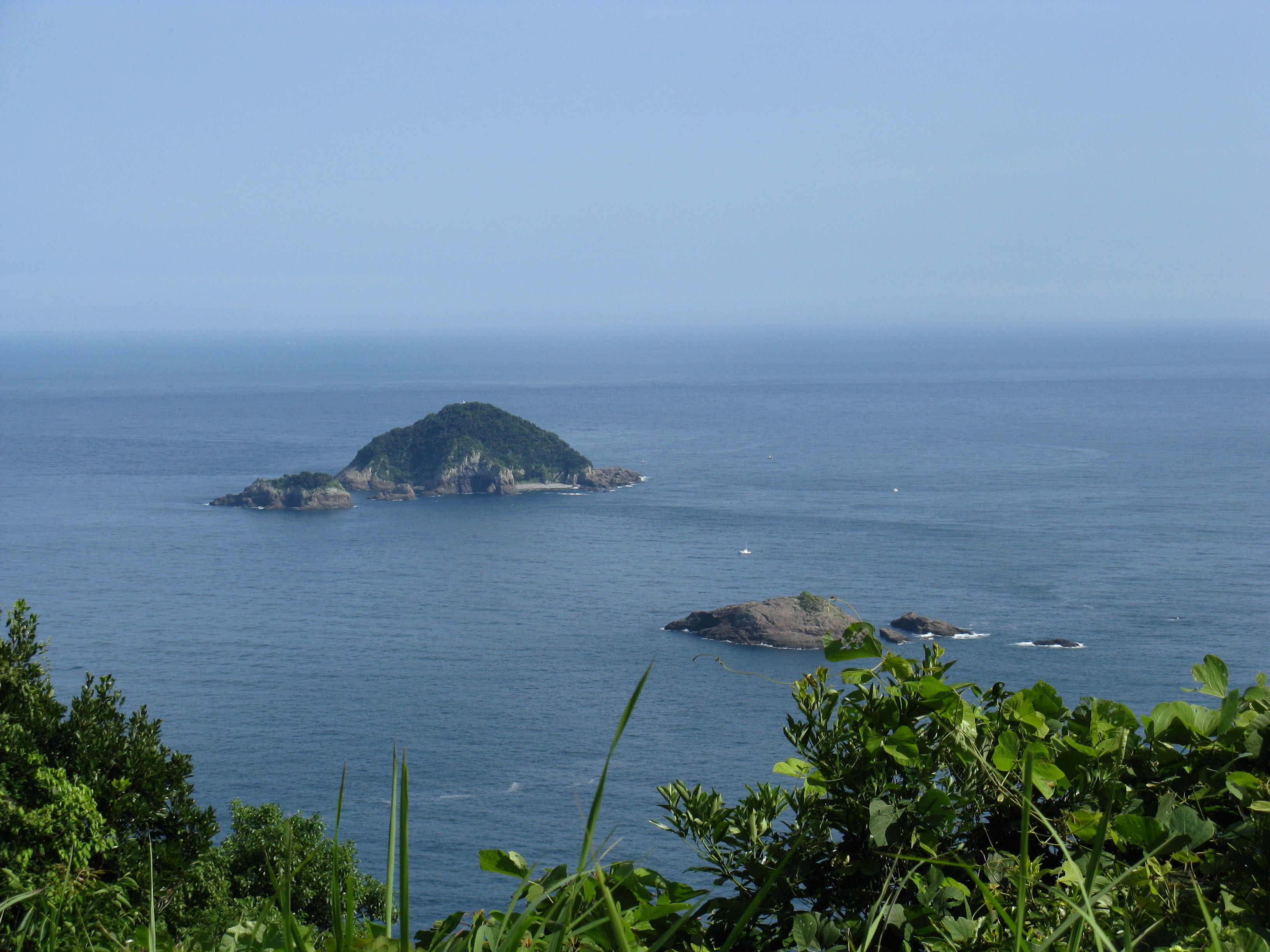
japonesas

O Parque Quase-Nacional Nippo Kaigan é um parque quase-nacional localizado nas prefeituras japonesas de Oita e Miyazaki. Estabelecido em 15 de fevereiro de 1974, tem uma área de 8 518 hectares.